# Десмоид
Десмоид (от др.-греч. δεσμός — «связь, связка» + εἶδος — «вид»; (термин в 1832 году предложил Макфарлен (J.Macfarlane)). Синоним — десмоидная фиброма, агрессивный фиброматоз) — представляет собой мезенхимальную опухоль мягких тканей, относящуюся к промежуточному типу фибробластических/миофибробластических опухолей вследствие своего местно агрессивного роста и отсутствия способности к метастазированию.
ДФ могут возникать из мышечно-апоневротических структур практически любой анатомической области тела. Наиболее часто встречаются экстраабдоминальные десмоиды (грудная стенка, конечности) — 68 %, в 18 % случаев поражается передняя брюшная стенка, в 10 % — забрюшинное пространство, у 4 % пациентов диагностируется мультифокальный рост опухолевых узлов.

## Эпидемиология
Частота возникновения ДФ составляет 2—4 случая на 1 млн в год. Среди пациентов преобладают больные женского пола, доля мужчин в различных исследованиях варьирует от 16 % до 36 %. У женщин агрессивный фиброматоз развивается, как правило, в репродуктивном возрасте, пик заболеваемости приходится на интервал 25—35 лет. У пациентов мужского пола ДФ наиболее часто возникают в детском и препубертатном возрасте, затем заболеваемость резко снижается и остается практически неизменной на протяжении всей жизни.

## Этиология
Этиологическими факторами возникновения ДФ наряду с генетическими нарушениями считают травму мягких тканей, предшествующие хирургические вмешательства, беременности и роды, половые гормоны. При семейном аденоматозе толстой кишки, обусловленном мутацией в гене АРС, вероятность возникновения ДФ в течение жизни достигает 20 %. В ткани опухоли нередко выявляются мутации в гене β-катенина, обнаружена экспрессия β-эстрогеновых рецепторов.

## Лечение
В 2023 г. был одобрен нирогацестат.